# Margaret Renwick
Margaret Renwick, née Margaret Price le 1er février 1923 et morte le 20 janvier 2012, est une femme politique ontarienne (Canada|canadienne). Elle est députée néo-démocrate à l'Assemblée législative de l'Ontario de la circonscription de Scarborough-Centre de 1967 à 1971.

## Biographie

### Carrière politique
Margaret Renwick se présente aux élections provinciales de 1967 comme candidate du Nouveau Parti démocratique de l'Ontario (NPD) dans la circonscription de Scarborough-Centre. Elle bat le député progressiste-conservateur sortant George Peck (en), qui avait arrivé en dernière place dans une course à trois, par 6 415 voix. Elle rejoint son mari, Jim Renwick, à l'Assemblée législative ainsi devenant le premier couple marié à siéger ensemble à l'Assemblée législative de l'Ontario. Elle est la porte-parole du parti en matière de Services sociaux et familiaux. En 1970, elle soutient Stephen Lewis dans sa tentative de devenir le chef du parti des néo-démocrates.
Lors des élections de 1971, elle perd son siège au candidat progressiste-conservateur Frank Drea (en) par 4 873 voix.
En 1982, après la mort de l'ancien premier ministre John Robarts, elle salue sa capacité à s’élever au-dessus de la politique partisane. Elle se souvient de l’époque où le pouvoir législatif était en pleine tourmente. Elle dit : « Il entrait et écoutait. Puis il se levait et le silence s'installait à mesure qu'il parlait. Puis il remettait tout en perspective. » 

### Vie ultérieure
Après avoir quitté ses fonctions politiques, Renwick déménage à Streetsville, un quartier de la ville de Mississauga, en Ontario, où elle est active au sein de l'association de la circonscription de Streetsville du NPD. Elle revient dans la ville de Toronto en 2008 et meurt au Centre de santé Trillium.

## Vie privée
Elle est mariée à Jim Renwick, le député provincial de la circonscription de Riverdale entre 1964 à 1984. Ensemble, ils ont élevé une fille.